# 韩天衡
韩天衡（1940年—），原名振权，以字行，号豆庐生、近墨者，室名百乐斋，男，汉族，江苏苏州人，生于上海，中国书法家、篆刻家、画家，曾任中国书法家协会理事。